# ВЕЦ Виктория Фолс
Вижте пояснителната страница за други значения на Виктория.
ВЕЦ Виктория Фолс (Victoria Falls Power Station Електрическа централа на водопадите Виктория) е водноелектрическа централа на река Замбези в Замбия.
Намира се в 3-та клисура под водопада Виктория. Състои се от 3 малки електроцентрали с общ капацитет 108 MW:
- Централа A, завършена през 1936 г. Има капацитет 8 MW и се състои от 2 турбини по 1 MW и 2 турбини по 3 MW.
- Централа B, завършена през 1968 г. Има капацитет 60 MW и се състои от 6 турбини по 10 MW.
- Централа C, завършена през 1968 г. Има капацитет 40 MW и се състои от 4 турбини по 10 MW.[1].

ВЕЦ „Виктория Фолс“ е собственост на държавната Електроразпределителна корпорация на Замбия ООД (ZESCO).